# Andamanshama
Andamanshama (Copsychus albiventris) är en fågel i familjen flugsnappare. Fågeln förekommer enbart i ögruppen Andamanerna tillhörande Indien. Den behandlades tidigare som underart till vitgumpad shama, men urskiljs numera oftast som egen art. Trots sitt begränsade utbredningsområde anses beståndet vara livskraftigt.

## Utseende
Andamanshaman är en 25 cm lång fågel, varav stjärten 12 cm. Liksom nära släktingen vitgumpad shama är den mörk på huvud, strupe och ovansida (glansigt svart på hanen, brunaktig hos honan) och har en lång, avsmalnad svart stjärt med vita yttre stjärtpennor. Andamanshaman har dock hos hanen svart ända ner på bröstet, buken är vit istället för rostfärgad och stjärten är proportionellt kortare.

## Utbredning och systematik
Arten återfinns enbart på Andamanerna. Tidigare betraktades den som underart till vitgumpad shama (C. malabaricus) och vissa gör det fortfarande.

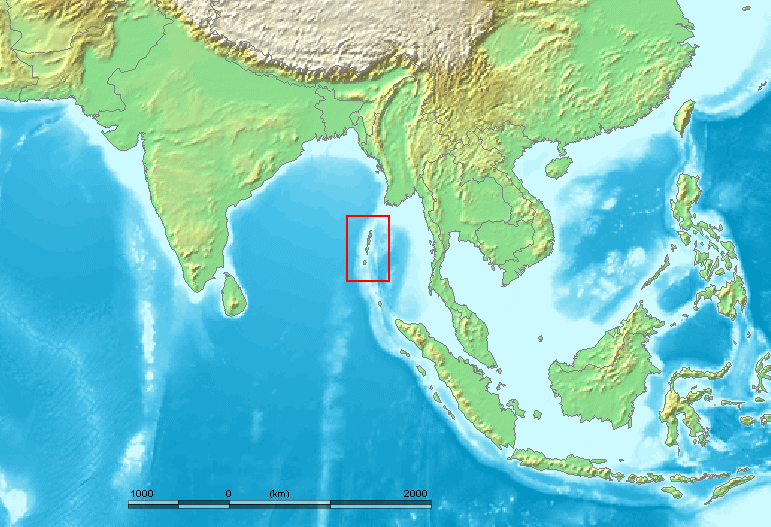
Fågeln är endemisk för Andamanöarna öster om Bengaliska viken.

### Släktestillhörighet
Andamanshaman och dess släktingar placeras traditionellt i släktet Copsychus. Flera genetiska studier visar dock att indisk shama (Saxicoloides fulicatus, tidigare kallad indisk näktergal) och roststjärtad shama (Trichixos pyrropygus) är inbäddade i släktet. De flesta taxonomiska auktoriteter inkluderar därför även dem i Copsychus. 

### Familjetillhörighet
Shamor med släktingar ansågs fram tills nyligen liksom bland andra stenskvättor, stentrastar och buskskvättor vara små trastar. DNA-studier visar dock att de är marklevande flugsnappare (Muscicapidae) och förs därför numera till den familjen.

## Status
Trots sitt begränsade utbredningsområde tros inte andamanshaman vara hotad. Populationsutvecklingen verkar stabil. Internationella naturvårdsunionen IUCN kategoriserar den därför som livskraftig.